# Estádio Carlos Osório
O Estádio Carlos Osório é o recinto desportivo onde a  UD Oliveirense realiza os seus encontros já há 65 anos, inclusive este ano na Segunda Liga.
O estádio situa-se entre o centro da cidade de Oliveira de Azeméis e o famoso Parque de Nossa Senhora de La-Salette. Situa-se, ainda, no distrito de Aveiro e tem uma capacidade de apenas 1 750 lugares sentados. Em tempos, possuiu iluminação artificial para jogos oficiais. O recinto é propriedade exclusiva do clube e honra o nome de Carlos Osório, uma vez que foi ele quem cedeu os terrenos para a sua construção. 
O estádio foi alvo de algumas obras de beneficência em 2008 devido à necessidade de jogar nos campeonatos profissionais. Eram esperadas novas obras de beneficiação antes do arranque da época 2010/11.
A 6 de Setembro de 2019 o estádio sofre nova remodelação devido à falta de condições de acesso e permanência no recinto para sócios e adeptos. Sofreu obras de melhoramento nos balneários e iluminação, requerimentos necessários para que a U.D.O. participe no segundo escalão do futebol português.
O clube retomou os jogos no seu estádio a partir do dia 15 de Dezembro de 2019, interrompendo a terceira época em que vinha jogando no Estádio Municipal de Aveiro.